# NGC 7113
NGC 7113 est une galaxie elliptique située dans la constellation du Verseau. Sa vitesse par rapport au fond diffus cosmologique est de 5 405 ± 31 km/s, ce qui correspond à une distance de Hubble de 79,7 ± 5,6 Mpc (∼260 millions d'al). NGC 7113 a été découverte par l'astronome allemand Albert Marth en 1864. Cette galaxie a aussi été observée par l'astronome américain Lewis Swift le 12 juillet 1886 et elle a été inscrite au New General Catalogue sous la désignation NGC 7112.
En raison d'une brillance de surface égale à 14,93 mag/am2, on peut qualifier NGC 7113 de galaxie à faible brillance de surface (LSB en anglais pour low surface brightness). Les galaxies LSB sont des galaxies diffuses (D) avec une brillance de surface inférieure de moins d'une magnitude à celle du ciel nocturne ambiant.
Notons cependant que les bases de données Simbad et HyperLeda, qui par ailleurs contiennent plusieurs erreurs d'identification, associent la galaxie NGC 7112 à PGC 67205,.

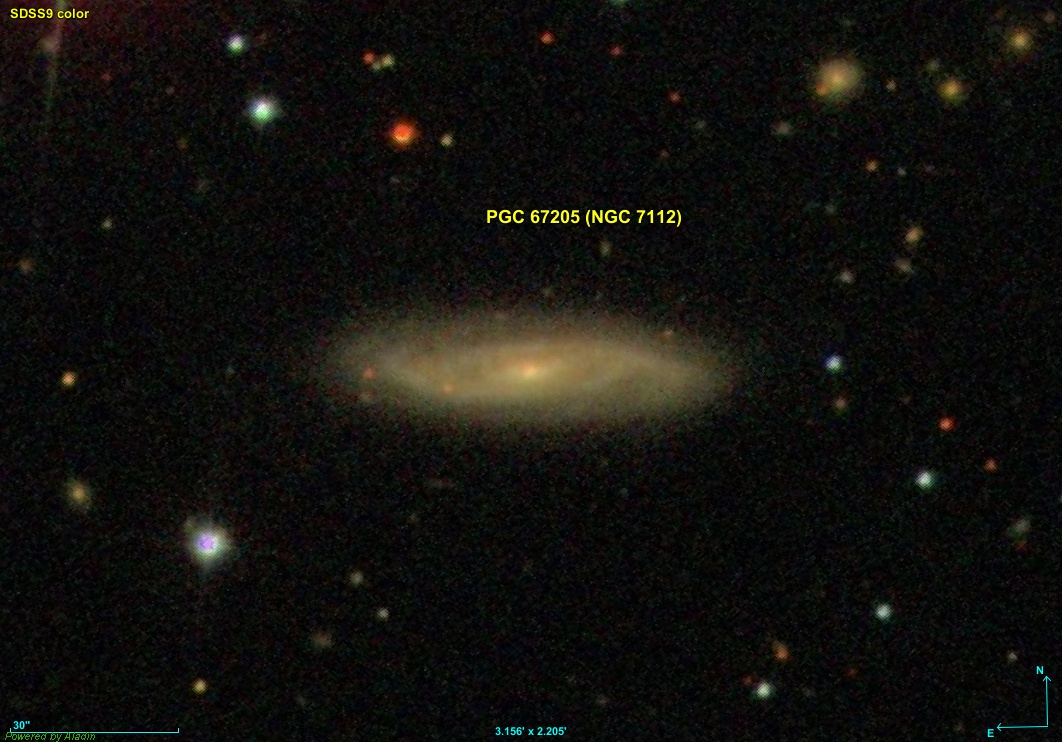
Selon Simbad et HyperLeda, NGC 7112 est la galaxie PGC 67205.